# Betonstahl in Ringen KR
Betonstahl in Ringen KR (kaltgerippt) ist ein Betonstahl gemäß DIN 488, der auf Coils gewickelt und zur Verarbeitung auf Richt- und Schneidemaschinen oder Bügelbiegeautomaten eingesetzt wird.
Für Betonstahl in Ringen gelten dieselben mechanischen und chemischen Werte wie beim Betonstabstahl gemäß DIN 488. Der Unterschied hierzu liegt in der Duktilitätsklasse A (normalduktil).
Kaltgeripptes Ringmaterial ist in den Nenndurchmessern 06, 08, 10, und 12 mm lieferbar.
Genormt sind Betonstähle in Ringen in der DIN 488-3; zusätzlich gelten die Zulassungen des Institutes für Bautechnik (DIBt). Der Name für kaltgerippten Betonstahl in Ringen lautet Betonstahl in Ringen B500A.
Folgende mechanische Werte werden durch die DIN 488-3 vorgeschrieben:
- Streckgrenze Re 500 N/mm²
- Zugfestigkeit Rm 550 N/mm²
- Streckgrenzenverhältnis Rm/Re ≥ 1,05
- Gesamtdehnung bei Höchstlast Agt ≥ 2,5 %

## Weblink
- Betonstahl - Lexikon: http://www.kummetat.de/ksh/service/glossar/glossar.html